# 戈里科夫斯科耶區
55°21′50″N 74°21′25″E / 55.36389°N 74.35694°E
戈里科夫斯科耶區（俄语：Горьковский район），是俄羅斯的一個區，位於該國西南部，由鄂木斯克州負責管轄，面積3,000平方公里，2010年人口20,807，人口密度每平方公里6.94人。